# Kanton Châteauroux-Centre

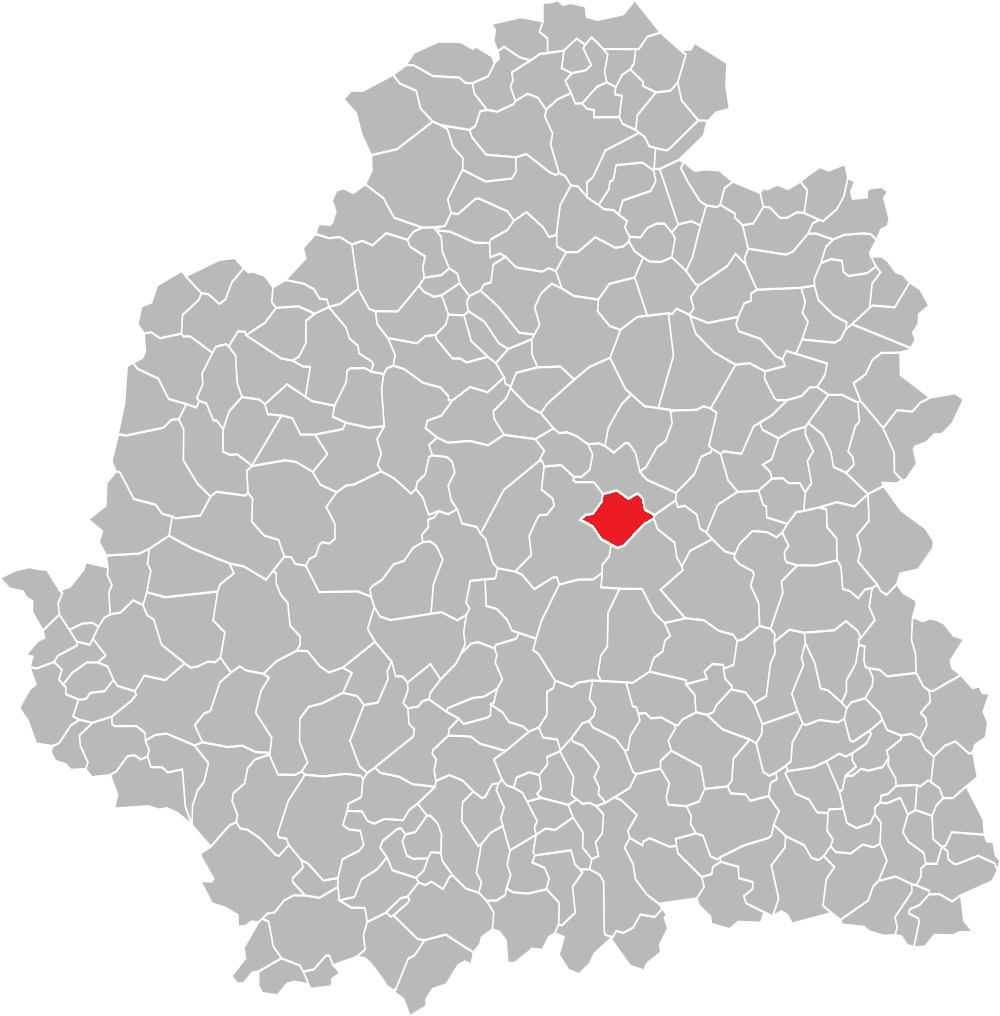
Lagekarte des Kantons Châteauroux-Centre einschließlich Châteauroux-Sud (1973 bis 2015)

Der Kanton Châteauroux-Centre war von 1790 bis 2015 ein französischer Wahlkreis im Arrondissement Châteauroux, im Département Indre und in der Region Centre-Val de Loire.
Der Kanton bestand aus einem Teil der Stadt Châteauroux.